# 1993年马来西亚
1990年代马来西亚: 1990年马来西亚 / 1991年马来西亚 / 1992年马来西亚 / 1993年马来西亚 / 1994年马来西亚 / 1995年马来西亚 / 1996年马来西亚 / 1997年马来西亚 / 1998年马来西亚 / 1999年马来西亚

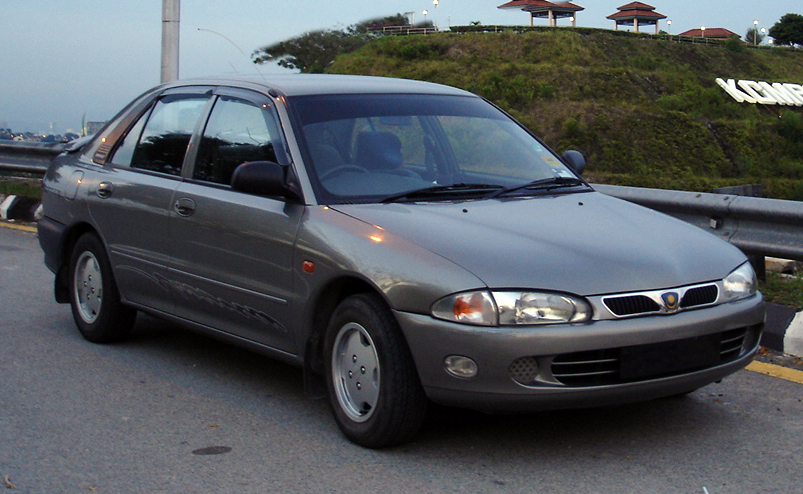
于1993年推出的普腾威拉（Proton Wira）

1993年是马来西亚独立日为36年，马来西亚日为30年。

## 国家领导人
- 最高元首：苏丹阿兹兰沙（Sultan Azlan Shah）（1989年－1994年）
- 首相：马哈迪·莫哈末（Dato' Seri Mahathir bin Mohomad）（1981年－2003年）

## 大事纪

### 1月
- 1月11日：马来西亚预防犯罪基金会成立[1]。

### 2月
- 2月4日：印度国防部长沙拉德·帕瓦尔（英语：Sharad Pawar）在首相署办公室礼节性拜访马哈迪[2]。
- 2月8日：毛里求斯总理阿内罗德·贾格纳特及其七名随行人员抵达吉隆坡，开始对马来西亚进行为期四天的正式访问[3]。马哈迪陪同其检阅由皇家马来军团第一营组成的仪仗队[4]。
- 2月10日：阿根廷驻马来西亚大使爱德华多·阿尔贝托·萨杜斯（Edwardo Alberto Sadous）表示，马哈迪于1992年访问阿根廷加速了马来西亚与南美国家之间的贸易[5]。
- 2月12日：马哈迪开始对孟加拉国进行为期三天的正式访问[6][7]。
- 2月14日：马哈迪对巴基斯坦进行为期四天的访问[8]。
- 2月17日：马来西亚和巴基斯坦签署了正式建立合资综合棕榈油联合企业的协议，耗资近2800万美元（7280万令吉）[9]。
- 2月18日：匈牙利总统根茨·阿尔帕德访问马来西亚[10]。
- 2月19日：外交部长阿都拉·巴达威表示，马来西亚即将在布达佩斯开设大使馆，以加强马来西亚和匈牙利之间的双边合作[11]。
- 2月19日，马来西亚和匈牙利签署了三项协议，旨在加强经济合作和加强仍处于很低水平的双向贸易[12]。
- 2月19日，马来西亚和匈牙利签署了投资保证协议（IGA），以保护和促进双边投资[13]。
- 2月22日：已故天王巨星苏迪曼逝世一周年[14]。
- 2月24日：印尼前武装部队总司令苏特里诺（英语：Try Sutrisno）将军对马来西亚进行为期两天的访问[15]，并在吉隆坡拜会马哈迪[16]。

### 3月
- 3月1日：马来西亚证券监督委员会成立[17]。

### 4月
- 4月2日至4月4日：1993年马来西亚摩托车大奖赛（英语：1993 Malaysian motorcycle Grand Prix）在莎阿南赛道（英语：Shah Alam Circuit）举行。

### 5月
- 5月10日：马哈迪前往日本东京，参加一个关于亚洲在不断变化的世界秩序中的作用的国际会议[18]。
- 5月17日：英国国防部长马尔科姆·里夫金德在首相署拜访了马哈迪[19]。
- 5月21日：普腾（Proton）的第二款汽车Proton Wira由马哈迪推出[20]。
- 5月29日：已故巨星比·南利去世20周年[21]。

### 8月
- 8月31日：马哈迪为马来西亚砂拉越大学主持奠基仪式[22]。

### 10月
- 10月15日：马哈迪表示，他已收到副首相嘉化·峇峇的来信，表达其打算辞去副首相职务[23]。
- 10月17日：嘉化·峇峇表示，他辞去内阁职务的决定是最终决定[24]。
- 10月29日：沙巴事务部长慕斯达法辞去沙巴巫统联委会副主席职务[25]。

### 11月
- 11月28日：由65人组成的贸易投资代表团启程前往越南和柬埔寨进行为期10天的访问[26]。

### 12月
- 12月11日：雪兰莪州安邦淡江发生高峰塔倒塌事件，共计48人死亡[27]。
- 12月23日：马哈迪在斐济大使馆签署了吊唁簿，哀悼去世的斐济总统佩纳亚·加尼劳[28][29]。
- 12月24日：马哈迪和夫人茜蒂哈斯玛访问纳闽[30]。
- 12月29日：马哈迪对浮罗交怡进行为期两天的私人访问[31]。

## 出生
- 11月19日：黄兹梁，跳水运动员
- 12月18日：谭苏梅（英语：Elizabeth Tan (singer)），歌手、演员、模特儿

## 逝世
- 2月19日：莫哈末·韩查，马来西亚国旗的设计者